# ГЕС Кутеней-Канал
ГЕС Кутеней-Канал — гідроелектростанція на південному заході Канади у провінції Британська Колумбія. Знаходячись між ГЕС Ліббі (вище по течії у США) та ГЕС Брілліант, входить до складу каскаду на річці Кутеней, лівій притоці Колумбії (має устя на узбережжі Тихого океану на межі штатів Вашингтон та Орегон).
Ще перед Другою світовою війною на Кутейней після великого природного озера Кутеней спорудили каскад гідроелектростанцій — від ГЕС Corra Linn (49 МВт) до ГЕС South Slocan. При цьому на виході з озера у 1930—1932 роках звели бетонну гравітаційну греблю Corra Linn висотою 21 метр та довжиною 518 метрів, яка забезпечувала регулювання рівня в діапазоні лише 2,5 метра. Втім, площа поверхні водойми, котра простягнулась по долинах Кутеней та її правої притоки Дункан, становила майже чотири сотні квадратних кілометрів, що створювало великий активний об'єм водосховища навіть при незначному коливанні рівня.
Згодом вище по сточищу звели греблі Ліббі та Дункан (остання не має власних генеруючих потужностей), котрі утворили великі резервуари та стабілізували сток. Це дозволило в 1971—1976 роках спорудити ГЕС Кутеней-Канал, яка продублювала весь попередній каскад. У межах цього проекту ліворуч від греблі Corra Linn облаштували водозабір, від якого проклали дериваційний канал завдовжки приблизно 4,5 км, шириною від 15 до 26 метрів та глибиною до 15 метрів. Під час будівництва проведено виїмку понад 4 млн м3 породи. По завершенні канал переходить у чотири короткі — по 0,2 км — напірні водоводи до наземного машинного залу, розташованого дещо нижче від греблі ГЕС South Slocan. Зазначена схема дозволяє створити напір у 75 метрів.
Основне обладнання станції становлять чотири турбіни типу Френсіс, котрі первісно мали потужність по 132,3 МВт. Внаслідок подальшої модернізації загальна потужність ГЕС зросла до 580 МВт.
Видача продукції відбувається по ЛЕП, розрахованій на роботу під напругою 230 кВ.